# Deda
Deda (deutsch Dade, ungarisch Déda) ist eine Gemeinde im Kreis Mureș in der Region Siebenbürgen in Rumänien.
Der Ort Deda ist auch unter den deutschen Bezeichnungen Deda, Dedals und Deden bekannt.

## Geographische Lage

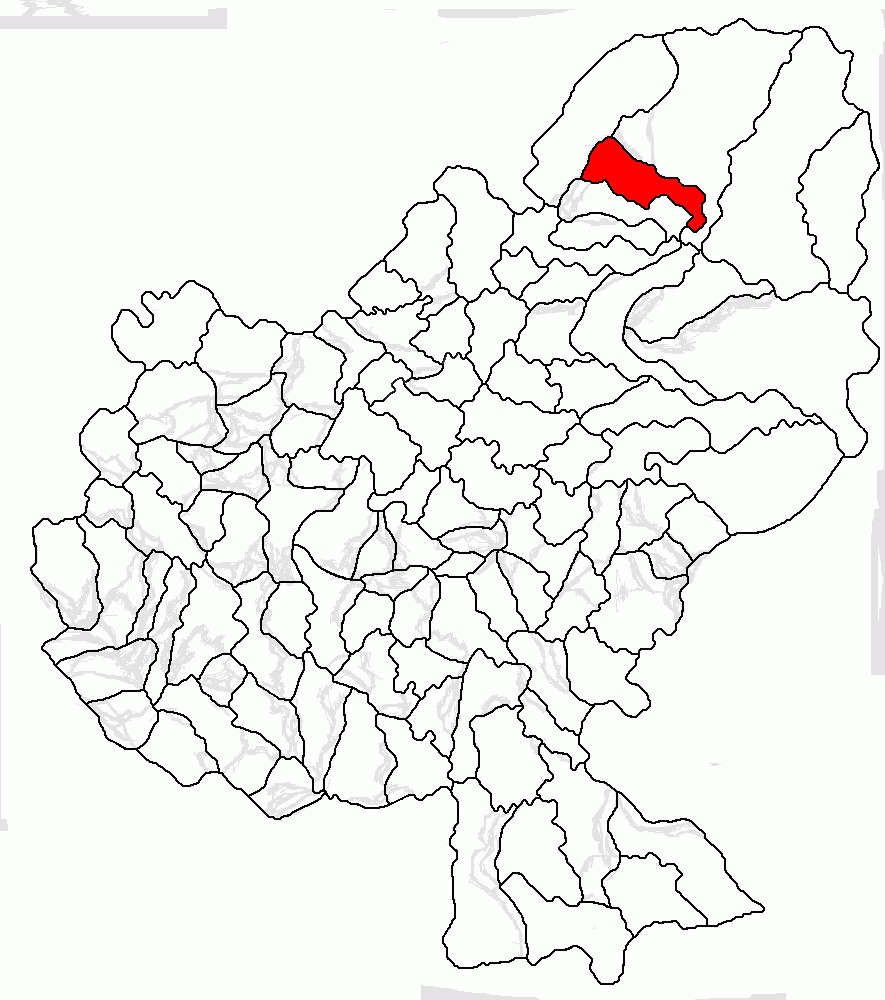
Lage der Gemeinde Deda im Kreis Mureș

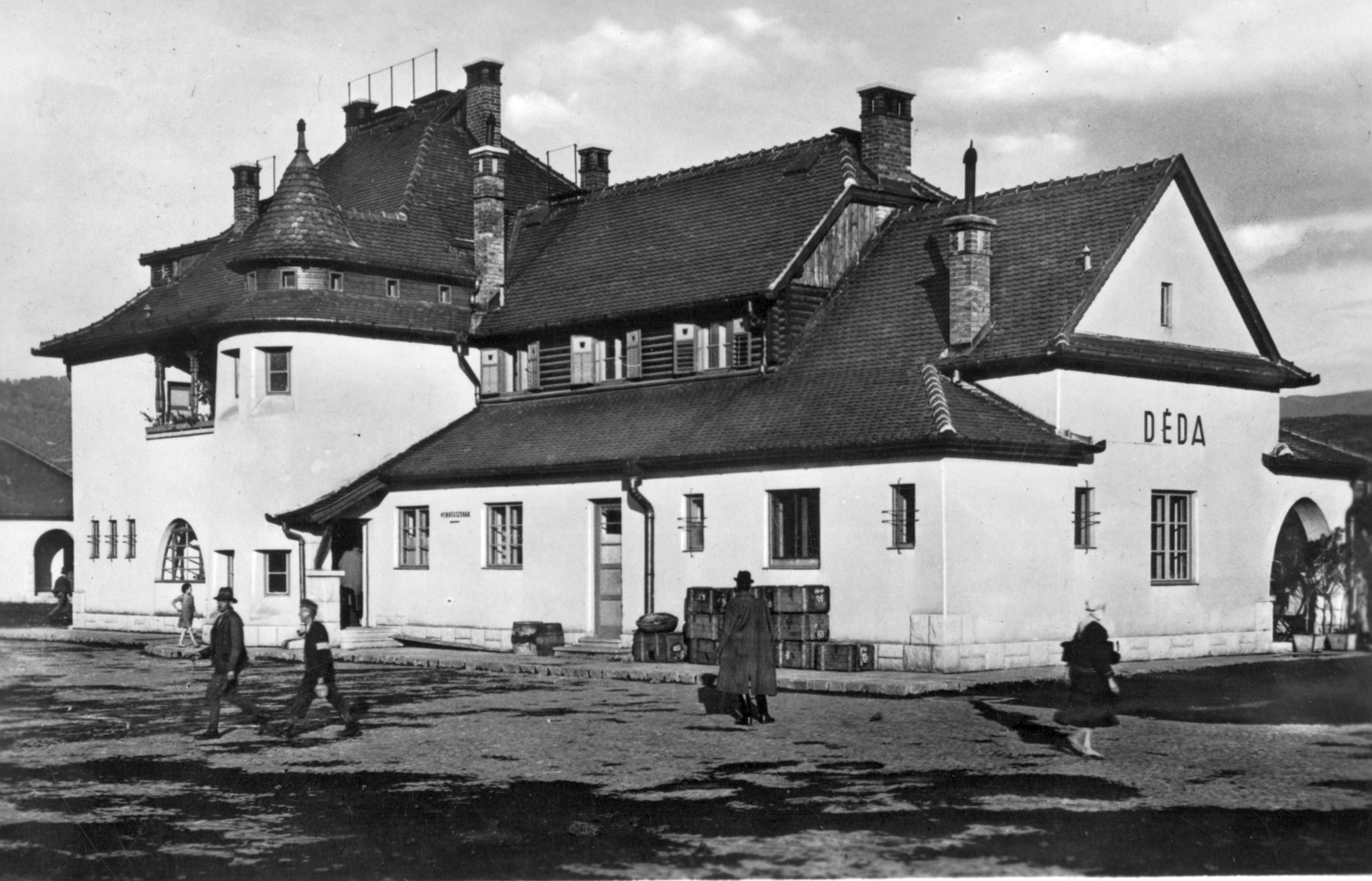
Bahnhof in Deda um 1942

Die Gemeinde Deda liegt im Miereschtal im nördlichen Teil des Siebenbürgischen Beckens in den nördlichen Ausläufern des Gurghiu-Gebirges (Munții Gurghiu) und den südlichen des Călimani-Gebirge (Munții Călimani). Am Oberlauf des Mureș (Mieresch) und des Drum național 15 liegt der Ort Deda 24 Kilometer nordöstlich von der Stadt Reghin (Sächsisch-Regen) und etwa 57 Kilometer nordöstlich von der Kreishauptstadt Târgu Mureș (Neumarkt am Mieresch) entfernt. Am rechten Ufer des Mureș liegt Deda am Eisenbahnknoten der Bahnstrecke von Târgu Mureș nach Gheorgheni mit der Bahnstrecke nach Sărățel.

## Geschichte
Der Ort Deda, wurde erstmals 1393 urkundlich erwähnt. Auf einer Anhöhe östlich des Ortes, befinden sich Reste einer Burg, welche der Latènezeit zugeordnet wurde. Archäologische Funde auf dem Areal des Gemeindezentrums wurden bis in die Jungsteinzeit zurückdatiert. Im eingemeindeten Dorf Pietriș (ungarisch Maroskövesd), wird auf einer Anhöhe eine ehemalige Burg vermutet, wurde aber nicht näher untersucht.
Im Königreich Ungarn gehörte die heutige Gemeinde dem Stuhlbezirk Régen felső (Ober-Regen) im Komitat Maros-Torda, anschließend dem historischen Kreis Mureș und ab 1950 dem heutigen Kreis Mureș an.

## Bevölkerung
Die Bevölkerung der Gemeinde Deda entwickelte sich wie folgt:
| 1850 | 2.178 | 1.898 | 70  | -  | 210 |
| 1930 | 5.388 | 4.211 | 698 | 21 | 458 |
| 2002 | 4.332 | 4.001 | 68  | -  | 263 |
| 2011 | 4.113 | 3.625 | 43  | 2  | 443 |
| 2021 | 3.933 | 3.119 | 21  | 2  | 791 |

Seit 1850 wurde auf dem Gebiet der heutigen Gemeinde die höchste Einwohnerzahl 1930 registriert. Die höchste Anzahl der Rumänen (4.396) wurde 1920, die der Magyaren (766) 1941, die der Roma (583) 2021 und die der Rumäniendeutschen (100) 1910.
Die Hauptbeschäftigung der Bevölkerung ist die Landwirtschaft, die Viehzucht und die Holzverarbeitung.

## Sehenswürdigkeiten
- Außer dem Holztor der Schule im Gemeindezentrum, welches unter Denkmal steht, sind keine nennenswerte Sehenswürdigkeiten in der Gemeinde Deda zu erwähnen.[7]

## Persönlichkeiten
- Vasile Netea (1912–1989), geboren in Deda, war Historiker[8]